# Ratanice (Dąbrowa Górnicza)
Ratanice – północno-zachodnie osiedle miasta Dąbrowa Górnicza wchodzące w skład jednej z najbardziej rozległych dzielnic Zielona-Pogoria (Ratanice, Marianki, Zielona-Korzeniec-Dziewiąty, Piekło, Łęknice). Na terenie Dzielnicy znajdują się jeziora Pogoria II, Pogoria III, Zbiornik Kuźnica Warężyńska (zwana również Pogorią IV) oraz Park Zielona, którym zawdzięcza swoją nazwę.

## Geografia
Ratanice położone są około 9 km na północ od centrum Dąbrowy Górniczej. Od południa graniczą z osiedlem Marianki z kolei od wschodu ze zbiornikiem Kuźnica Warężyńska. Od północy osiedle przylega do Lasu Ratanickiego.  
Przez osiedle z północy na południe przepływa rzeka Czarna Przemsza oraz Potok Pagor.
Ratanice zajmują obszar 376 ha, dominuje zabudowa mieszkaniowa jednorodzinna i tereny zielone.

## Historia
Ratanice w latach 1867-1975 należały do powiatu będzińskiego, najpierw do gminy (i parafii) Wojkowice Kościelne, w latach 1950-1954 do gminy Ząbkowice, a w latach 1955-1972 r. do gromady Sarnów. Po likwidacji gromady 1 stycznia 1973 r. do gminy Siewierz. 15 marca 1984 r. wraz z sąsiednimi Ratanicami przyłączono do miasta Dąbrowa Górnicza jako dzielnicę. 11 marca 2022 r. Rada Miejska przyjęła uchwały, na mocy których w Dąbrowie Górniczej powołano 18 Dzielnic. Ratanice zostały włączone do Dzielnicy Zielona-Pogoria.
Na terenie osiedla znajduje się budynek młyna wodnego z XVIII wieku, zlokalizowany przy ulicy Ratanice 3. Obiekt ten jest jednym z dziewięciu zabytków Dąbrowy Górniczej wpisanych do rejestru zabytków nieruchomych województwa śląskiego.